# Empathy (EP)
Singles
1. Rose
Sortie : 26 juillet 2021

Empathy est le premier EP de l'artiste D.O., un des membres du boys band sud-coréano-chinois EXO, et est sorti le 26 juillet 2021 sous SM Entertainment et distribué par Dreamus Company Korea.

## Contexte et sortie
Le 26 janvier 2021, D.O. a tenu un live sur V Live pour retrouver ses fans car il avait terminé son service militaire. Au cours de ce live, il a évoqué un album solo, déclarant : “Je travaille dur là-dessus. Les chansons sont prêtes, et je travaille sur les paroles. Une fois que les paroles seront prêtes, j’enregistrerai les chansons et je laisserai tout le monde les entendre.”. Lorsqu'un fan lui a demandé quand cet album serait prêt, D.O. a répondu : “Je ne sais pas trop. Il sortira quand il sera vraiment complet. Je vais faire de mon mieux pour me dépêcher et le sortir.”.
Le 25 juin, les médias sud-coréens ont rapporté que le chanteur s'apprêtait à sortir son premier album solo dont la sortie serait prévue pour fin juillet. SM Entertainment a par la suite confirmé l'information, déclarant : “D.O. va sortir un album solo à la fin du mois de juillet. S’il vous plaît, veuillez y prêter beaucoup d’attention.”. Le 30 juin, le nom du mini-album est révélé avec sa date de sortie, l'EP s'initule Empathy et sortira le 26 juillet. Du 15 juin au 23 juillet, des images et vidéos teasers sont régulièrement postées. Parmi ces vidéos, il y a un premier teaser du clip ainsi qu'un medley des chansons figurant sur l'album, qui sont sortis le même jour (23 juillet).
Dans une interview, D.O. a partagé ses réflexions sur la sortie de son premier album solo. Il a déclaré : « C'est vraiment nouveau. J'avais l'habitude de chanter avec mes membres, mais je devais chanter seul, donc il y avait quelques difficultés. Cependant, c'était agréable d'avoir une expérience unique et amusante. Je suis curieux de savoir ce que les gens penseront de mon album. »
Il révèle qu'il a choisi "Empathy" comme nom de son mini-album car il sentait qu'il y avait beaucoup d'énergie dans ce terme, et qu'il souhaitait donner cela aux autres. Aussi, il a expliqué ce sur quoi il s'est le plus concentré lors de la préparation de cet album et pourquoi il a choisi de le remplir de musique acoustique : « Comme c'est mon premier album solo, je pense que je me suis concentré sur la musique que je voulais faire. Personnellement, j'aime beaucoup le son de la guitare acoustique et je me sentais à l'aise en l'écoutant, alors j'ai décidé d'aller dans cette direction. »

## Chansons
À propos de sa chanson titre "Rose", D.O. déclare que c'est une chanson au genre folk acoustique avec un rythme de guitare rafraîchissant, et le point clé de la chanson est qu'elle a une mélodie facile sur laquelle tout le monde peut chanter.
Il a écrit les paroles de "Rose" et "I'm Fine". Il commente : « Après avoir décidé que le thème de l'album serait "l'empathie", l'une des choses auxquelles j'ai pensé était l'amour, une émotion que tout le monde pouvait ressentir, et j'ai pensé que ce serait bien si mes chansons pouvaient réconforter d'autres comme mon chanson précédente "괜찮아도 괜찮아 (That's okay)", alors j'ai essayé d'écrire les paroles moi-même. »
"I'm Gonna Love You" est une autre chanson avec un son de guitare rythmique et met en vedette le rappeur sud-coréen Wonstein. Lorsqu'on lui a demandé comment c'était de travailler avec Wonstein, le chanteur  a déclaré : « Quand j'ai entendu pour la première fois la chanson, la seule personne à laquelle je pouvais penser était Wonstein. Je suis tellement reconnaissant qu'il ait accepté de participer à la chanson. C'était la première fois que je travaillais sur quelque chose comme ça, donc c'était une expérience nouvelle et agréable. »
En ce qui concerne la façon dont il en est venu à chanter la version anglaise de "Rose" et la version espagnole de "다시, 사랑이야 (It's Love)" (intitulée "Si Fueras Mía"), il a déclaré : « Quand j'ai entendu ces chansons pour la première fois, les pistes de guidage étaient en anglais et en espagnol, mais les paroles et les vibrations étaient super, alors je voulais les chanter pour tout le monde. ».

## Accueil

### Succès commercial
Au lendemain de sa sortie, il a été révélé que le mini-album avait pris la première place du Top Albums Charts de iTunes dans 59 pays différents depuis sa sortie. L'EP figure également en tête des classements d'albums physique en Chine sur QQ Music et KuGou Music et Kuwo Music, tandis qu'en Corée du Sud, il est en tête d'Hanteo Chart, de Synnara Record et HOTTRACKS.

## Liste des titres
| Empathy | Empathy                             | Empathy                                               | Empathy                                                               | Empathy | Empathy | Empathy | Empathy | Empathy | Empathy |
| No      | Titre                               | Auteur                                                | Producteur(s)                                                         | Durée   |         |         |         |         |         |
| ------- | ----------------------------------- | ----------------------------------------------------- | --------------------------------------------------------------------- | ------- | ------- | ------- | ------- | ------- | ------- |
| 1.      | Rose                                | D.O.                                                  | Emanuel Abrahamsson, Benjamin Ingrosso, Axel Ehnström                 | 2:33    |         |         |         |         |         |
| 2.      | I'm Gonna Love You (feat. Wonstein) | danke (lalala studio), Wonstein                       | Jim Lavigne, Michael Matosic, Edwin Honoret, Larus "Leo" Arnason      | 2:31    |         |         |         |         |         |
| 3.      | My Love                             | Hwang Yoo-bin                                         | 220, eaJ, Andreas Ringbloom                                           | 2:54    |         |         |         |         |         |
| 4.      | 다시, 사랑이야 (It's Love)          | Jo Yoon-kyung                                         | Andreas Öberg, Danny Saucedo, Cindy Gomez, Maria Marcus               | 3:57    |         |         |         |         |         |
| 5.      | 나의 아버지 (Dad)                   | Jo Yoon-kyung                                         | Dave Gibson, David Sneddon, Jon Hume, Tha Aristocrats                 | 2:54    |         |         |         |         |         |
| 6.      | I'm Fine                            | Hwang Yoo-bin, 김토끼, D.O.                           | Emile Ghantous, Josephine Carr, Celeste Williams, Lamont Pierre Heath | 3:09    |         |         |         |         |         |
| 7.      | Rose (English Version)              | Emanuel Abrahamsson, Benjamin Ingrosso, Axel Ehnström | Emanuel Abrahamsson, Benjamin Ingrosso, Axel Ehnström                 | 2:33    |         |         |         |         |         |
| 8.      | Si Fueras Mía                       | Andreas Öberg, Danny Saucedo                          | Andreas Öberg, Danny Saucedo, Cindy Gomez, Maria Marcus               | 3:57    |         |         |         |         |         |
| 24:28   |                                     |                                                       |                                                                       |         |         |         |         |         |         |

## Classements

### Classements hebdomadaires
| Classements                        | Meilleure position |
| ---------------------------------- | ------------------ |
| South Korea (Gaon)                 | 1                  |
| Japan Hot Albums (Billboard Japan) | 10                 |
| Japanese Albums (Oricon)           | 4                  |

### Classement mensuel
| Classement         | Meilleure position |
| ------------------ | ------------------ |
| South Korea (Gaon) | 2                  |

### Classement annuel
| Classement         | Meilleure position |
| ------------------ | ------------------ |
| South Korea (Gaon) | 36                 |

## Ventes
| Pays               | Ventes  |
| ------------------ | ------- |
| South Korea (Gaon) | 380 178 |
| Japan (Oricon)     | 26 590  |
| China (DL)         | 84 115  |

## Certification
| Pays               | Certification | Unités certifiés / Ventes |
| ------------------ | ------------- | ------------------------- |
| South Korea (Gaon) | Platine       | 250 000                   |

## Prix et nominations

### Programmes de classements musicaux
| Chanson | Programme        | Date        |
| ------- | ---------------- | ----------- |
| "Rose"  | Music Bank (KBS) | 6 août 2021 |

## Historique de sortie
| Pays         | Date            | Format                   | Label                                   |
| ------------ | --------------- | ------------------------ | --------------------------------------- |
| Corée du Sud | 26 juillet 2021 | CD, Téléchargement légal | SM Entertainment, Dreamus Company Korea |
| Monde entier | 26 juillet 2021 | Téléchargement légal     | SM Entertainment                        |